# Rahotep
Đối với hoàng tử cùng tên, xem Rahotep (hoàng tử)
Sekhemrewahkhau Rahotep là một vị pharaon cai trị vào thời kỳ Chuyển tiếp thứ Hai của Ai Cập cổ đại. Cả hai nhà Ai Cập học Kim Ryholt và Darrell Baker đều cho rằng Rahotep là vua đầu tiên của triều đại thứ 17.

## Trị vì

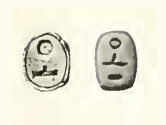
2 con bọ hung của Rahotep

Rahotep được đề cập trên một tấm bia đá tại Coptos về việc tu sửa lại đền thờ thần Min. Hiện nay tấm bia đó được trưng bày tại Bảo tàng Petrie, mang số hiệu UC 14327. Ngoài ra một tấm bia bằng đá vôi (lưu giữ tại Bảo tàng Anh (số hiệu BM EA 833) cho thấy ông đang dâng tế phẩm cho thần Osiris. Rahotep cũng được nhắc đến trên cung tên của một vị hoàng tử không rõ danh tính, là người "phục vụ Min trong mọi lễ hội của ông".
Trong khi Ryholt và Baker đề xuất rằng Rahotep là vị vua đầu tiên của triều đại thứ 17, thì Jürgen von Beckerath tin rằng Rahotep là vua thứ hai của triều đại này. Còn Claude Vandersleyen lại nghĩ rằng, ông là một vị pharaon của triều đại thứ 13. Baker và hầu hết các nhà nghiên cứu khác đều bác bỏ lập luận này.
Nếu thực sự là vua của vương triều thứ 17, thì Rahotep sẽ kiểm soát vùng Thượng Ai Cập. Theo Ryholt, sự cai trị của ông sẽ diễn ra ngay sau khi vương triều thứ 16 sụp đổ.